# Glastonburyjska opatija
Glastonburyjska opatija je bil samostan v Glastonburyju v Somersetu v Angliji. Njegove ruševine so na seznamu zgradb I. razreda in zaščitene kot starodavni spomenik ter na ogled obiskovalcem.
Opatija je bila ustanovljena v 7. stoletju in povečana v 10. Leta 1184 jo je uničil požar, vendar so jo nato obnovili in v 14. stoletju je bila med najbogatejšimi in najvplivnejšimi samostani v Angliji. Opatija je imela velike površine okoliškega zemljišča in je bila ključnega pomena pri osuševanju ravnice Somerset Levels. Opatija je bil ukinjena med razpustitvijo samostanov pod kraljem Henrikom VIII. Zadnji opat Richard Mol (Whyting) je bil leta 1539 obešen in razčetverjen kot izdajalec na Glastonbury Toru.
Od vsaj  12. stoletja je bila površina Glastonburyja povezana z legendo o kralju Arturju, ki so jo širili srednjeveški menihi. Trdili so, da je samostan ustanovil Jožef iz Arimateje v 1. stoletju.

## Zgodovina
Zgodovinar Ronald Hutton dvomi o trditvah, da je bil Glastonbury mesto verskega pomena v keltskem ali predkeltskem obdobju, vendar so arheološke raziskave univerze v Readingu pokazale rimsko in saško zasedbo mesta.   Ob izkopavanjih leta 1955 je Ralegh Radford odkril rimsko-britsko lončenino v zahodnem delu križnega hodnika. Opatijo so ustanovili Briti in sega vsaj v zgodnje 7. stoletje. Srednjeveška naselitev je razvidna iz kosov keramičnih vinskih kozarcev, ki so bili uvoženi iz Sredozemlja. Po srednjeveški krščanski legendi je samostan ustanovil Jožef iz Arimateje v 1. stoletju. Ta izmišljena legenda je tesno povezana z različico zgodbe Roberta de Borona o svetem gralu in glastonburyjski povezavi s kraljem Arturjem iz zgodnjega 12. stoletja.
Glastonbury je padel v saške roke po bitki pri Peonnumu leta 658. Sasi so s Cenwalhom  Wesseškim  osvojili Somerset na zahodu do reke Parrett, morda zaradi nadzora nad opatijo. Cenwalh je  britskemu opatu Bregoredu dovolil, da ostane na oblasti. Po njegovi smrti leta 669 ga je nadomestil Anglosas Berhtwald, toda britski menihi so ostali. 

### Saško obdobje
Kralj Ine Wesseški je odredil, naj se leta 712 zgradi kamnita cerkev. Njeni temelji so zahodni del ladje.  Glastonbury so v 9. stoletju napadli Danci. Opatijska cerkev je bila povečana v 10. stoletju pod vodstvom opata Dunstana, osrednje osebe pri oživljanju angleškega meniškega življenja v 10. stoletju, ki je bil ustanovljen po pravilu benediktincev. Zgradil je tudi samostan. Dunstan je leta 960 postal canterburyjski nadškof. Leta 967 je bil v Glastonburyju kronan kralj Edmund. Leta 1016 je Edmund Železnoboki, ki ga je premagal Knut Veliki in je dobil naslov kralj Wessexa, tam tudi pokopan. Knutova listina iz leta 1032 je bila "napisana in objavljena v leseni cerkvi v Glastonburyju v prisotnosti kraljev".
Glastonburyjski kanal je bil zgrajen okoli sredine 10. stoletja in povezal opatijo z reko Brue na razdalji približno 1,75 kilometra. Njegov namen naj bi bil prevoz kamna za gradnjo samostana, kasneje pa uporabljen za prevoz pridelkov, tudi žita, vina in rib iz odročnih delov opatije. Velik del kamna je bil iz kamnolomov v Doultingu. V 11. stoletju je bila opatija središče velikega vodnega prometnega omrežja, zgrajenih je bilo še več kanalov, tudi za preusmerjanje v Brue in lažjo pot do Bristolskega kanala. V 13. stoletju je opat na obiske okoliških dvorcev opatije potoval v čolnu. 

### Srednji vek

#### Normanska osvojitev
Ob normanski osvojitvi Britanije leta 1066 je bilo bogastvo Glastonburyja glavna nagrada. Nov normanski opat Turstin je dodal cerkvi nenavaden prizidek vzhodno od starejše saške cerkve in stran od starega pokopališča. To je kasneje spremenil Herlewin, naslednji opat, ki je zgradil večjo cerkev.  Leta 1086, ko je bila naročena Domesday Book, je bila Glastonburyjska opatija najbogatejši samostan v državi. Okoli leta 1125 je opat Henrik Blois naročil zgodovino Glastonburyja zgodovinarju Williamu Malmesburyjskemu, ki je bil gost menihov. Njegovo delo On the Antiquity of the Glastonese Church je bilo napisano med letoma 1129 in 1139 kot del kampanje za vzpostavitev primata opatije zoper Westminster.  To je vir za velik del našega poznavanja opatije v zgodnji zgodovini, vendar je daleč pod Williamovimi splošno odličnimi standardi. Razlike med "On the Antiquity" in njegovimi poznejšimi zgodovinami je povzročilo pri več učenjakih domnevo, da je izvirno Williamovo besedilo previdnejše in njegovi poročili o "Faganu" in "Deruvianu" skupaj z različnimi odlomki o Arturju kasneje dodani za okrepitev pomembnosti menihov. 
Somerset Levels so osuševali v kasnejših letih 12. stoletja, za vzdrževanje vseh vodnih poti med Glastonburyjem in morjem so bili odgovorni  posamezniki. V 14. stoletju je bila zgrajena ribiška hiša v vasi Meare, ki je bila uporabljena tudi za soljenje in pripravo rib. To je edina ohranjena samostanska ribiška stavba v Angliji.  Po razpustitvi opatij leta 1540 je bilo v jezeru Meare ogromno ščuk, linjev, rdečeok in jegulj. Leta 1638 je bilo jezero v lasti Williama Freaka. Da so bile ribe izredno pomembne za prehrano, ponazarja vrsta sporov med Glastonburyjem ter dekanom in kapitljem stolnice v Wellsu.

#### Grobnica kralja Arturja
Leta 1184 je velik požar uničil samostanske zgradbe. Obnavljati so začeli skoraj takoj in Marijina kapela z vodnjakom je bila posvečena leta 1186. Dokazano je, da je bila v 12. stoletju uničena ladja obnovljena tako, da so bili v njej mogoči obredi, medtem ko so gradili veliko novo cerkev. Deli stene hodnika in križišča so bili dokončani leta 1189, nadaljevanje je bilo počasnejše.
Romarskih obiskov je bilo vedno manj in leta 1191 je domnevno odkritje grobnice kralja Arturja in kraljice Guinevre pri pokopališču dalo nov zagon za obisk Glastonburyja. 
Zgodovinarji danes na splošno zavračajo pristnost najdbe in pripisujejo najdbo za sredstvo zbiranja denarja za popravilo opatije, ki je večinoma pogorela leta 1184. Zgodovina angleških kraljev Williama Malmesburyjskega pravi: "Arturjevega groba ni nikjer videti …" [43] in njegovo delo On the Antiquity of the Glastonese Church [22] – govori o sumljivih pobožnih ponaredkih, saj nikjer ne omenja povezave med opatijo in Arturjevim grobom ali Avalonom. Glede na to, da je bilo iskanje Arturjevega trupla povezano s kraljema Henrikom II. in Edvardom I., ki sta se borila v velikih valižanskih vojnah, znanstveniki menijo, da je verjetno propaganda igrala pomembno vlogo. [44] 

#### Priključitev Bathu in Wellsu
Leta 1197 je Savaric FitzGeldewin, škof Batha in Wellsa, podaril mesto Bath kralju v zameno za samostan Glastonbury. Savaric je zagotovil podporo papeža Celestina III. za prevzem opatije kot sedeža svoje škofije, ki bi nadomestila Bath. Načrt je bil, da bi bil Savaric škof Batha in opat Glastonburyja. Savaric je dobil veliko pisem različnih klerikov v podporo, vključno canterburyjskega nadškofa Huberta Walterja, ki je trdil, da bi ta dogovor rešil dolgoletne spore med opatijo in škofom. Menihi Glastonburyja so nasprotovali načrtu Savarica in poslali pritožbo v Rim, ki je bila zavrnjena leta 1196. Toda kralj Rihard I., ki ni bil več v zaporu v Nemčiji, je podprl menihe in jim pustil, da so izvolili opata Williama Pico namesto Savarica, ki se je odzval z izobčenjem novega opata. Z Ivanom kot kraljem namesto njegovega brata Riharda je leta 1199 Savaricu uspelo, da se je vsilil v samostan in ustanovil svojo škofijo v opatiji. Menihi so se pritožili papežu Inocencu III.
Sprva jim je Inocenc ustregel, kasneje pa si je premislil in Savarica postavil kot opata, prihodke opatije pa razdelil med Savarica in menihe. Savaric si je nato poskušal zagotoviti večji nadzor nad drugimi samostani v svoji škofiji, vendar je umrl, preden je uresničil načrte.
Škofje so še naprej uporabljali naslov škof Batha in Glastonburyja, dokler se mu leta 1219 niso dokončno odpovedali na račun Glastonburyja. Obred ponovne posvetitve velike cerkve se je začel na božični dan leta 1213, zelo verjetno še preden je bila v celoti končana. Kralj Edvard I. in kraljica Eleanora sta se udeležila veličastne maše ob prekopu posmrtnih ostankov kralja Arturja k vznožju oltarja leta 1278.

#### 14. in 15. stoletje
V 14. stoletju je bila samo Westminstrska opatija bogatejša kot Glastonburyjska. Opat Glastonbury je vzdrževal odlično stanje. Kuhinja, zgrajena  pod opatom Johnom Breyntonskim (1334–1342), je postala del veličastne opatove hiše. To je ena najbolje ohranjenih srednjeveških kuhinj v Evropi in edina samostanska stavba, ohranjena v Glastonburyju.  Z arheološkimi izkopavanji so odkrili posebno stanovanje na južnem koncu opatove hiše za Henrika VII., ki je obiskal opata. Življenjske razmere v Angliji so v obdobju vojne rož postale tako neurejene, da so okoli opatije zgradili obzidje.
George Hotel in Pilgrim's Inn sta bila zgrajena v poznem 15. stoletju za sprejem obiskovalcev opatije. Danes sta zgradbi na seznamu I. razreda in zaščiteni.  Opatija je imela zemljišča tudi zunaj mesta, velik del Somerseta in sosednjih okrožij. Desetine hlevov so zgradili za hrambo pridelkov za opatijo, tudi v Doultingu in Piltonu. 

### Razpustitev samostanov
Na začetku leta 1536 je bilo več kot 850 samostanov v Angliji razpuščenih. Leta 1541 ni bilo nobenega več. Več kot 15.000 menihov in nun je bilo razpršenih, zgradbe je zasegel kralj, da bi jih prodal ali dal v zakup novim laičnim okupatorjem. Glastonburyjska opatija je bila znana po tem, da ima velike količine zlata in srebra, pa tudi posestva.  Septembra 1539 so samostan obiskali Richard Layton, Richard Pollard in Thomas Moyle, ki so prišli brez opozorila po naročilu  Thomasa Cromwella. Opatiji so odvzeli dragocenosti in opat Richard Whiting (Whyting), ki je podpisal zakon o premoči Henrika VIII. kot poglavarja cerkve, se je upiral in bil 15. novembra 1539 obešen ter razčetverjen kot izdajalec na Glastonbury Toru. 

### Nazadovanje
Po razpustitvi je krona dvorca v Wiltshiru prodala Johna Thynneju, ki so ju podedovalii njegovi nasledniki, ki so mnogo pozneje postali markizi Batha. Družina je ohranila mnoge wiltshirske evidence opatije v dvorcu Longleat do danes. Ruševinam samostana so pobrali svinec in kamne ter jih  uporabljali za druge zgradbe. Edvard VI. je kralj dodelil Edwardu Seymourju, 1. vojvodi Somersetskemu, ki je v njej ustanovil kolonijo protestantskih nizozemskih tkalcev. Ko je bil Seymour leta 1551 omadeževan, je bila opatija vrnjena kroni, tkalci pa so ostali do vladavine kraljice Marije. Leta 1559 je Elizabeta I. dodelila posest Petru Carewu in je ostala v zasebni lasti vse do začetka 20. stoletja. Kamenje so odstranjevali še v 17. stoletju, tako da je do začetka 18. stoletja samostan postal ruševina. Edina stavba, ki je ohranjena nedotaknjena, je opatova kuhinja, ki je bila zbirališče kvekerjev. V začetku 19. stoletja so uporabili smodnik, da so razrahljali preostale zidove in objekti so postali kamnolom. Zakon o zaščiti antičnih spomenikov 1882 je ustavil nadaljnjo škodo in omogočil prva zgodovinska in arheološka raziskovanja.

### Sodobnost
Ruševine Glastonburyjske opatije sta odkupila škofija Bath in Wellsov sklad leta 1908. Zdaj so v lasti in upravljanju sklada opatije Glastonbury. Frederick Bligh Bond je vodil arheološke preiskave. Odkril je Edgarjevo kapelo, severno verando in kapelo svetega Dunstana. Odnosi z njegovimi delodajalci pa so se poslabšali, ko je v svoji knjigi The Gates of Remembrance leta 1919 razkril, da je do veliko svojih razlag prišel v sodelovanju s psihičnim medijem.  Leta 1921 ga je škof Armitage Robinson odpustil zaradi seans in psihične arheologije [60] [61] [62], vendar je v spominu ostal kot človek, ki je "oživil naše kulturno razumevanje Glastonburyja".
Romanje k ruševinam Glastonburyjske opatije je leta 1924 spodbujalo nekaj lokalnih cerkev. Romanja se nadaljujejo še danes; v drugi polovici junija romajo anglikanci in v začetku julija katoličani, ruševine privabljajo obiskovalce iz vse zahodne Evrope. Maše so v anglikanski, rimskokatoliški in pravoslavni liturgiji.  Opatijo obišče več kot 100.000 ljudi letno.

## Arhitektura
Ruševine velike cerkve skupaj z Marijino kapelo so na seznamu zgradb I. razreda in starodaven spomenik. Obsega 36 hektarjev parka in so odprte za javnost. Dostop je prek opatijskega vhodnega poslopja, ki je bilo zgrajeno sredi 14. stoletja in bilo v celoti obnovljeno leta 1810. Samostanski skedenj iz 14. stoletja je tudi odprt za javnost, stoji zunaj obzidja in je del muzeja Somerset Rural Life.
Velika cerkev je bila 67 m dolga in 14 m široka. Kor je bil 47 m dolg, transept pa 49 m. Kapela svetega Jožefa je bila dolga 34 m in široka 7,3 m. Preostali deli so svetlobno nadstropje in triforij, ki so bili nosilci osrednjega kvadratnega stolpa. Drugi deli struktur, ki so vidni, so deli zunanjih zidov ambulatorija in retrokorja (prostor za glavnim oltarjem v velikih cerkvah ali stolnicah, ki ga pogosto ločuje od zadnje kapele) iz 14. stoletja. Ohranjen je tudi kamnit okras iz južne stene stranske ladje, zahodna fasada in galileja (kapelica ali portik na zahodnem delu v nekaterih cerkvah, kjer so čakale spokornice) skupaj s kripto, povezano z Marijino kapelo. Marijina kapela, katere zidovi so ohranjeni, je bila opisana leta 1478 kot 31 m dolga in 7,3 m široka. 
Opatova kuhinja je med najbolje ohranjenimi srednjeveškimi kuhinjami v Evropi. Osmerokotna zgradba iz 14. stoletja je podprta z ukrivljenimi oporniki na vsaki strani, ki vodijo do venca z grotesknimi grimasami. V njej so štirje veliki obokani kamini z napami nad njimi in z drugo odprtino v sredini piramidaste strehe. Kuhinji je dodana 24 m visoka opatova dvorana, vendar je ostal le majhen del zidu. 
Analize arheoloških raziskav 20. stoletja so bile objavljene skupaj z izsledki nove geofizikalne raziskave.

### Knjižnica
Opatijsko knjižnico je opisal John Leland, zgodovinar kralja Henrika VIII., ki jo je obiskal zato, ker je imela edinstvene kopije stare angleške  zgodovine in unikatne zgodnjekrščanske dokumente. Zdi se, da so bili prizadeti v požaru leta 1184, vendar je bila vse do leta 1539 v njej izjemna zbirka, po razpustitvi samostanov pa je bila razpuščena. Razpustitev je preživelo okoli 40 rokopisov.

### Hiša za umik
Znotraj obzidja je opatijska hiša za umik, ki jo uporabljata škofiji Bath in Wells, za javnost pa je zaprta. Tudorsko gotsko hišo je med letoma 1829 in 1830 zgradil John Buckler iz kamnov samostanskih ruševin za Johna Fryja Reevesa.  Spremenjena in povečana je bila med letoma 1850 in 1860, dodatno je bila spremenjena leta 1957.

## Glastonburyjski trn
Glog Crataegus monogyna v Glastonburyju je bil prvič omenjen v zgodnjem 16. stoletju v anonimni pesmi Lyfe of Joseph of Arimathea (Življenje Jožefa iz Arimateje), je nenavaden, saj cveti dvakrat letno, enkrat normalno na "starem lesu" spomladi in enkrat na "novem lesu" pozimi. To drevo razmnožujejo s cepljenjem ali potaknjenci pod imenom  "biflora" ali "praecox".  Škof Batha in Wellsa James Montague je med vladavino Jakoba I. za božič poslal vzbrstelo vejo tega trna kraljici Ani, kar je postalo običaj.  Drevesa prvih cepljenk ohranjajo legendo o Glastonburyju, med njimi tudi dva druga sveta trna z zemljišča cerkve svetega Janeza v Glastonburyju. Cvetovi, ki jih zdaj pošiljajo kraljici, so cvetovi enega od teh.  